# Ella Church Strobell
Ella Church Strobell (1862 - 1920) est une cytologue et zoologiste américaine.

## Biographie

### Enfance et formation
Ella Church Strobell naît le 26 juin 1862 et reçoit une éducation privée avec des précepteurs.
En 1917, elle a légué au Metropolitan Museum plusieurs tableaux célèbres de John Vanderlyn et des portraits miniatures de Louisa C. Strobel. Elle est une descendante de Daniel Strobel Jr, Anna Church Strobel et Elizabeth Maria Church, les modèles représentés dans les œuvres d'art. Ella Strobell décède en 1920.

### Carrière
Ella Church Strobell est cytologue et membre de la Société des zoologistes. Elle travaille aux États-Unis avec sa partenaire de laboratoire Katharine Foot, dont on sait beaucoup plus. La majorité de leurs articles ont été publiés à Woods Hole, dans le Massachusetts. Leur partenariat a débuté en 1896 et s'est poursuivi jusqu'à ce que Strobell publie sa dernière publication en 1917. On suppose que le couple a financé ses recherches à titre privé puisqu'il n'a jamais été officiellement employé.
Ella Strobell et Foot sont surtout connus pour leurs études sur l'œuf d'Allolobophora foetida, principalement en raison des techniques de recherche innovantes qu'ils ont développées au cours de ce processus. Ils ont inventé une méthode permettant de fabriquer des échantillons très fins de matériaux à basse température afin de pouvoir les observer au microscope. En outre, ils ont été parmi les premiers à photographier leurs échantillons plutôt que de les dessiner en fonction de ce qu'ils voyaient au microscope.
Ils ont effectué d'autres recherches remarquables sur le rôle des chromosomes dans les caractéristiques héréditaires liées au sexe. Ella Strobell et Foot se sont fortement opposés à la théorie de Stevens et Wilson selon laquelle les chromosomes existent en tant que structures individuelles, car leur forme et leur taille semblaient trop variables. Bien qu'ils se soient finalement trompés, leurs photographies des chromosomes ont contribué à faire avancer le domaine.
En 1914, le couple se rend en Angleterre et travaille avec l'entomologiste Harry Eltringham du New College d'Oxford pour poursuivre les travaux sur le croisement des hémiptères.
Même après sa mort, Ella Church Strobell a pu soutenir les recherches de Katharine Foot grâce à un legs qui a permis de financer deux années d'étude sur le cycle de vie d'un pou pour la Croix-Rouge américaine.

## Legs du Metropolitan Museum of Art
| image | title                                                                              | painter                      | date     | accession number | The Met url |
| ----- | ---------------------------------------------------------------------------------- | ---------------------------- | -------- | ---------------- | ----------- |
|       | Portrait de Daniel Strobel, Jr.                                                    | John Vanderlyn               | ca. 1799 | 17.134.1         | MET         |
|       | Portrait d'Elizabeth Maria Church                                                  | John Vanderlyn               | 1799     | 17.134.2         | MET         |
|       | Portraits de Mrs. Daniel Strobel, Jr. (Anna Church Strobel) et de son fils, George | John Vanderlyn               | 1799     | 17.134.3         | MET         |
|       | Portrait de Sarah Russell Church (fille d'Edward Church)                           | John Vanderlyn               | 1799     | 17.134.4         | MET         |
|       | Autoportrait                                                                       | Louisa C. Strobel            | ca. 1830 | 17.134.5         | MET         |
|       | Portrait de Mrs. Daniel Strobel Jr. (Anna Church)                                  | John Vanderlyn               | ca. 1830 | 17.134.6         | MET         |
|       | Portrait de Daniel Strobel, Jr.                                                    | John Vanderlyn               | ca. 1830 | 17.134.7         | MET         |
|       | Portrait d'un Homme                                                                | Jean-Pierre-Frédéric Barrois | ca. 1790 | 17.134.8         | MET         |